# Myrcia cardiaca
Myrcia cardiaca är en myrtenväxtart som beskrevs av Otto Karl Berg. Myrcia cardiaca ingår i släktet Myrcia och familjen myrtenväxter. Inga underarter finns listade i Catalogue of Life.